# 애덤슨법
애덤슨법(영어: Adamson Act)은 1916년 제정된 미국 연방 법률로, 주간 철도 근로자들을 위해 8시간 근무제와 초과 근무에 대한 추가 수당을 확립했다.

## 역사

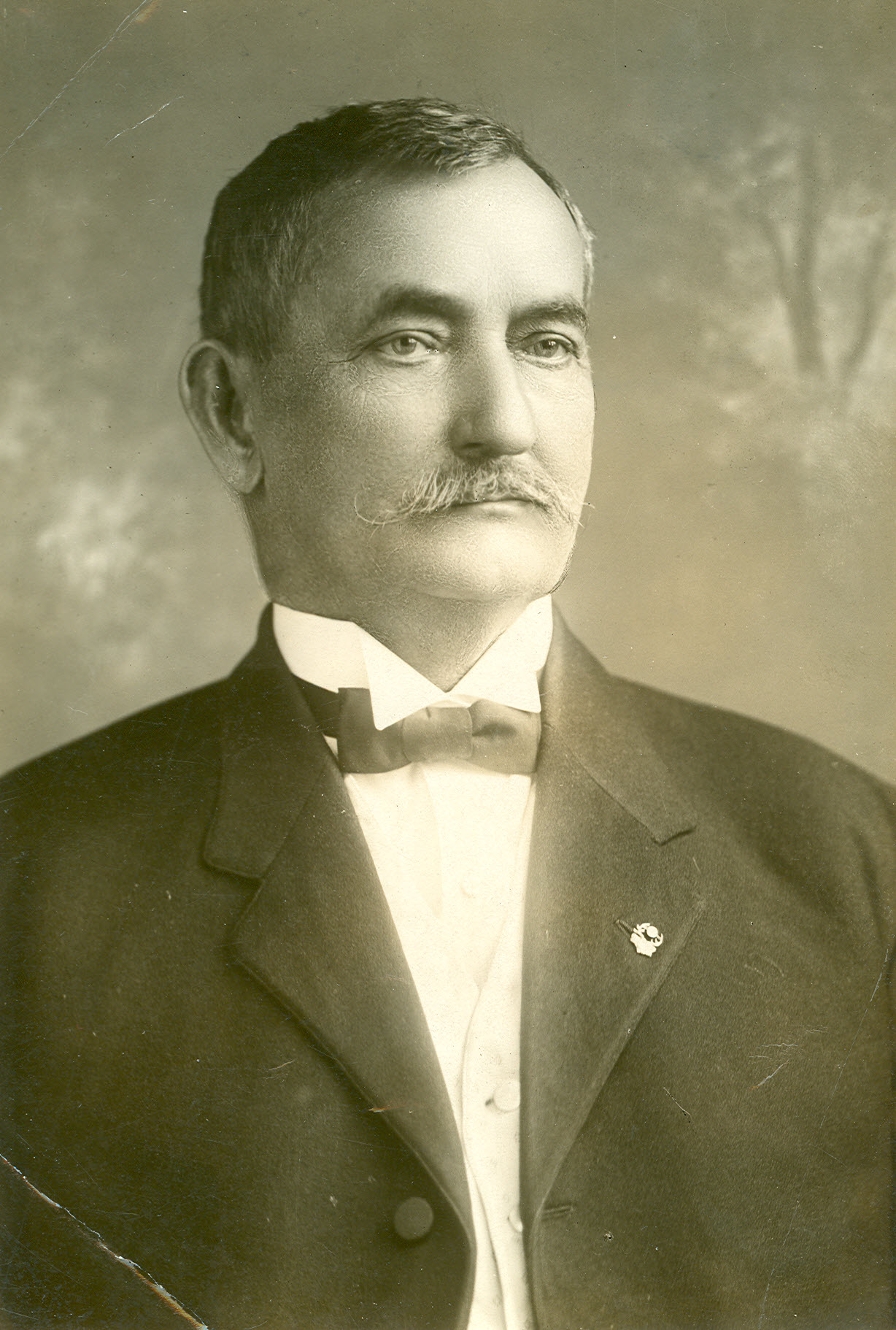
하원의원 윌리엄 C. 애덤슨 (민주—GA-4), 애덤슨법의 발의자.

이 법에 담긴 조건들은 기관사들의 형제단, 화부, 제동수, 승무원 등 네 개의 철도 노동자 형제단 위원회에서 오스틴 B. 개릿슨의 의장 아래 협상되었다. 개릿슨은 승무원 조합의 존경받는 지도자였다. 그는 이전에 산업 폭력의 원인을 조사하는 대통령 산업 관계 위원회의 위원이었다.
의회는 전국적인 파업을 피하기 위해 이 법을 통과시켰다.
조지아주 대표 윌리엄 C. 애덤슨의 이름을 따서 명명된 이 법은 사기업 근로자의 근무 시간을 규제한 최초의 연방법이었다. 미국 연방 대법원은 1917년 이 법의 합헌성을 지지했다.
철도 회사들이 법의 합헌성에 대한 법적 소송이 계류 중인 동안 법을 준수하기를 거부하자, 철도 노동조합은 다시 파업을 준비하기 시작했다. 그러나 미국 연방 대법원의 결정으로 고용주들은 마음을 돌렸고, 법 시행에 관한 합의 논의에 착수했다.
노동조합의 성공은 이 법에 포함되지 않은 다른 철도 직원들도 유사한 요구를 하도록 자극했다. 그들의 협상이 파업으로 이어지려 할 때, 우드로 윌슨 대통령은 1916년 육군 예산법에 부여된 권한을 행사하여 1917년 12월 26일 철도 운영을 인수했다. (미국 철도 관리국 참조.)

## 조항
이 법은 이전에는 45 U.S.C. §§ 65, 66에 성문화되었으며, 1996년에 폐지되었을 때 다음과 같이 규정했다.
§65. 8시간 근무제 확립
노동 및 서비스 계약에서 8시간은 하루의 작업으로 간주되며, 현재 또는 미래에 철도 공통 운송업체(길이 100마일을 초과하지 않는 독립 소유 및 운영 철도, 전기 노면 전차, 전기 도시 간 철도는 제외)에 고용되는 모든 직원의 서비스 보상을 계산하기 위한 표준 작업 시간의 척도로 간주된다. 이들은 49편의 하위 제목 IV 조항에 따라야 하며, 현재 또는 미래에 미국 내 어느 주나 영토 또는 컬럼비아 특별구에서 다른 주나 영토 또는 컬럼비아 특별구로, 또는 미국 내 한 곳에서 인접한 외국으로, 또는 미국 내 어느 곳에서 외국을 경유하여 미국 내 다른 곳으로 사람이나 재산을 운송하는 열차 운영에 실제로 종사하는 직원을 포함한다. 단, 위의 예외는 주요 사업이 다른 철도에 터미널 또는 환승 시설을 임대하거나 제공하는 철도 또는 철도와 산업 시설 간의 화물 환승에 직접 종사하는 철도에는 적용되지 않는다.
§66. 위반에 대한 처벌

이 편의 65조의 어떤 조항이라도 위반하는 자는 경범죄로 유죄이며, 유죄 판결 시 $100 이상 $1,000 이하의 벌금 또는 1년 이하의 징역 또는 둘 다에 처한다.
애덤슨법의 언어는 이제 사소한 변경만으로 49 U.S.C. §§ 28301, 28302에 재코드화되었다.